# Erigeron salsuginosus
Erigeron salsuginosus là một loài thực vật có hoa trong họ Cúc. Loài này được (Richardson ex R.Br.) A.Gray mô tả khoa học đầu tiên năm 1881.